# Cùng nhau ta đi lên
Cùng nhau ta đi lên (còn gọi là Đội ca) là một bài hát dành cho thiếu nhi được sáng tác bởi cố nhạc sĩ Phong Nhã vào năm 1950.

## Lịch sử
Năm 1950, nhạc sĩ Phong Nhã đã sáng tác bài "Cùng nhau ta đi lên" và do có giai điệu và lời ca phù hợp nên đã được chọn làm bài hát chính thức của Đội Thiếu niên Tiền phong Hồ Chí Minh.
Lời bài hát Đội ca được sáng tác để phù hợp với yêu cầu của Trung ương Đoàn.
Năm 1950, nhạc sĩ Phong Nhã đã được cử tới đơn vị thiếu sinh quân ở Bắc Kạn. Khi ấy, đơn vị này đang được phụ trách bởi Đỗ Nhuận và Đinh Ngọc Liên.
Nhạc sĩ Phong Nhã đã gặp cả đội văn nghệ thiếu nhi của nhạc sĩ Lưu Hữu Phước. Lời bài hát Đội ca tức bài Cùng nhau ta đi lên lúc ấy đã được tác giả sáng tác trong quá trình dạy thêm cho các em thiếu nhi ở đó.
Sau khi nghe giai điệu và lời bài hát Đội ca tức bài Cùng nhau ta đi lên lúc ấy đã được ban thanh vận trung ương đã duyệt và quyết định chọn bài hát này làm bài Đội ca.
Cũng chính vì giai điệu và lời bài hát Đội ca hoàn toàn phù hợp nên đến năm 1968 bài hát Đội ca – "Cùng nhau ta đi lên" vẫn được tiếp tục chọn làm bài Đội ca chính thức của thiếu niên Việt Nam.

## Đội ca của Đội Thiếu niên Tiền phong Hồ Chí Minh
Theo Điều lệ Đội, Đội ca là 01 trong 05 biểu trưng của Đội Thiếu niên Tiền phong Hồ Chí Minh (bên cạnh Cờ Đội, Huy hiệu Đội, Khăn quàng và Khẩu hiệu Đội).
Hướng dẫn thực hiện Điều lệ Đội Thiếu niên Tiền phong Hồ Chí Minh nêu: "Đội ca: Là bài hát "Cùng nhau ta đi lên", nhạc và lời của nhạc sĩ Phong Nhã."
Đội ca được Đội viên và phụ trách hát trong các Lễ Chào cờ của Đội.

## Lời bài hát: Đội ca
Cùng nhau ta đi lên theo bước Đoàn thanh niên đi lên,
cố gắng xứng đáng cháu ngoan Bác Hồ.
Lời thề ta ghi sâu mãi mãi trong tim không phai
quyết xứng danh, thiếu niên anh dũng nước nhà.
Tiến quyết tiến hướng Quốc kì thắm tươi,
anh em ta yêu Tổ quốc suốt đời,
cùng yêu nhân dân yêu chuộng lao động tăng gia,
thi đua học hành ngày một tiến xa.
Lời 2:
Ngày mai anh em ta khôn lớn trở nên bao thanh niên
quyết chí giữ vững dân chủ hòa bình.
Ngày nay anh em ta gắng sức học hành tập rèn luyện,
quyết trở nên, thanh niên anh dũng sau này.
Bước dấn bước gió tung bay tóc xanh,
ta noi gương đời tranh đấu Bác Hồ.
Phục vụ nhân dân xây dựng xã hội tương lai,
nêu cao Quốc kì rực trong nắng tươi.